# Сесилия Кнутсдоттер
Сеси́лия Кнутсдо́ттер (1080-е годы — после 1131 года) — датская принцесса, дочь короля Дании Кнуда IV Святого и его супруги Аделы Фландрской.

## Биография
Сесилия Кнутсдоттер была дочерью короля короля Дании Кнуда IV Святого и его супруги Аделы Фландрской. В 1086 году после свержения и убийства отца вместе с сестрой Ингигердой, дядей Эриком и его женой Бодиль бежала в Швецию. Её мать и брат Карл бежали во Фландрию, где правил граф Роберт I — отец Аделы. Эрик и Бодиль стали приёмными родителями двух сестёр Сесилии и Ингигерды.
В Швеции сёстры вышли замуж за представителей шведской знати. Сесилия стала женой ярла Эрика. В браке родились трое детей — сыновья Кнуд и Карл, а также дочь Ингер. Позже Сесилия с мужем вернулись в Данию. В 1131 году её посетил Кнуд Лавард, которого она убеждала не идти на встречу с принцем Магнусом, но тот проигнорировал её совет. Её судьба после 1131 года неизвестна.